# Зубовский сельский округ (Московская область)
Зубовский сельский округ — упразднённая административно-территориальная единица, существовавшая на территории Клинского района Московской области в 1994—2006 годах.
Попелковский сельсовет был образован 14 июня 1954 года в составе Клинского района Московской области путём объединения Больше-Попелковского и Темновского с/с.
22 июня 1954 года из Воронинского с/с в Попелковский было передано селение Красный Ткач.
27 августа 1958 года из Попелковского с/с в Воронинский были переданы селения Боблово, Мишнево и Чумичево. Одновременно из Новощаповского с/с в Попелковский были переданы селения Меленки и Соколово. При этом центр Попелковского с/с был перенесён в селение Зубово, а сам сельсовет переименован в Зубовский сельсовет.
1 февраля 1963 года Клинский район был упразднён и Зубовский с/с вошёл в Солнечногорский сельский район. 11 января 1965 года Зубовский с/с был возвращён в восстановленный Клинский район.
30 мая 1978 года в Зубовском с/с был упразднён хутор Платово.
3 февраля 1994 года Зубовский с/с был преобразован в Зубовский сельский округ.
17 июня 1988 года в Зубовском с/о деревня Зубово и посёлок фабрики «Красный Ткач» были объединены в посёлок Зубово.
В ходе муниципальной реформы 2004—2005 годов Зубовский сельский округ прекратил своё существование как муниципальная единица. При этом его населённые пункты были переданы в сельское поселение Зубовское.
29 ноября 2006 года Зубовский сельский округ исключён из учётных данных административно-территориальных и территориальных единиц Московской области.